# Praia Brava

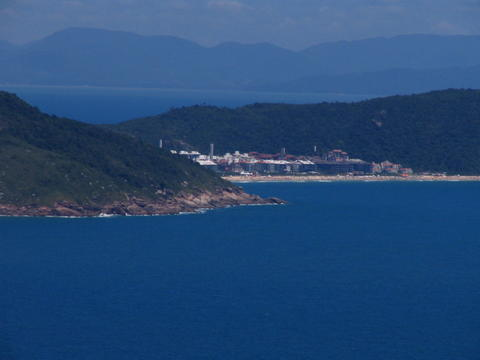
Praia Brava

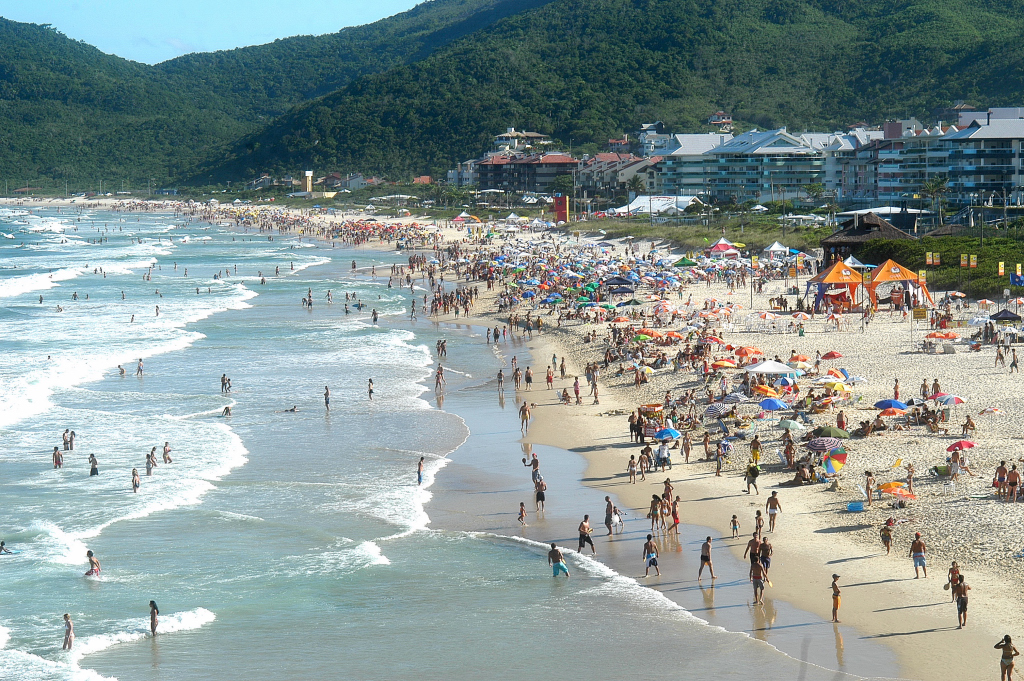
Praia Brava

Praia Brava is een strand in het noorden van het eiland Santa Catarina. Het is gelegen in de gemeente Florianópolis in het zuiden van Brazilië. Het ligt op een afstand van ongeveer 25 kilometer van het stadscentrum.
Het is mogelijk te surfen of te bodyboarden in het kristalheldere water.